# Matthew Long
Matthew Long, né le 27 juin 1975 à Sydney, est un rameur australien.

## Biographie

### Palmarès

#### Aviron aux Jeux olympiques
- 2000 à Sydney,  Australie
  -  Médaille de bronze en deux sans barreur[1]